# Салиман, Кайоде
Кайоде Салиман (англ. Kayode Saliman; род. 7 января 2003, Нигерия) — нигерийский футболист, полузащитник словацкого клуба «Железиарне», выступающий на правах аренды за казахстанский клуб «Ордабасы».

## Карьера
Футбольную карьеру начал в составе клуба «Златибор». 24 октября 2022 года в матче против клуба ИМТ дебютировал в первой лиге Сербии.
6 июля 2023 года подписал контракт с клубом «Звезда 09». 29 июля 2023 года в матче против клуба «Вележ» дебютировал в чемпионате Боснии и Герцеговины.
18 июля 2024 года перешёл в словацкий клуб «Железиарне». 27 июля 2024 года в матче против клуба «Жилина» дебютировал в чемпионате Словакии.
19 февраля 2025 года на правах аренды перешёл в казахстанский клуб «Ордабасы».

## Клубная статистика
| Игровая карьера | Игровая карьера | Игровая карьера | Лига | Лига | Кубки | Кубки | Межд. | Межд. | Др. | Др. |
| --------------- | --------------- | --------------- | ---- | ---- | ----- | ----- | ----- | ----- | --- | --- |
| 2022/23         | Златибор        | Б               | 20   | 3    | —     | —     | —     | —     | —   | —   |
| 2023/24         | Звезда 09       | А               | 27   | 5    | 1     | 0     | —     | —     | —   | —   |
| 2024/25         | Железиарне      | А               | 6    | 0    | 1     | 1     | —     | —     | —   | —   |
| 2025            | Ордабасы        | А               | —    | —    | —     | —     | —     | —     | —   | —   |